# Marzahn
Marzahn er et område i bydelen Marzahn-Hellersdorf i Berlin, Tyskland. Området har 102.704 indbyggere (pr. 2006). 
Marzahn blev en del af Stor-Berlin i 1920 som en del af bydelen Lichtenberg. I 1979 blev Marzahn adskilt fra Lichtenberg og blev en selvstændig bydel i det daværende Østberlin. Frem til [1986] var Hellersdorf en del af Marzahn-bydelen. I forbindelse med en reform af Berlins bydele i 2001 blev Marzahn atter slået sammen med Hellersdorf til den nye store bydel Marzahn-Hellersdorf.
I den nordlige del af Marzahn ligger området Ahrensfelde, der indtil 1990 hørte til kommunen Ahrensfelde, der lå i delstaten Brandenburg.
52°33′N 13°33′Ø / 52.550°N 13.550°Ø